# Bocephus King
Bocephus King, pseudonimo di Jamie Perry (Vancouver, 1970), è un cantautore, chitarrista e armonicista canadese.
Il cantautore ha partecipato diverse volte agli incontri annuali Buscadero Day e ha ricevuto diversi riconoscimenti al Premio Tenco.
Nell'album del 2020 The Infinite & The Autogrill, Vol 1 sono presenti le cover di alcuni brani italiani che ha tradotto in inglese, in particolare Crêuza de mä di Fabrizio De André e Lugano addio (che diventa Farewell Lugano) del cantautore Ivan Graziani.

## Discografia
- 1996 Joco Music (Tonic Records)
- 1998 A Small Good Thing (New West Records),
- 2000 The Blue Sickness (Tonic Records)
- 2004 All Children Believe In Heaven (Tonic Records)
- 2011 Willie Dixon God Damn (Tonic Records)
- 2020 The Infinite & The Autogrill, Vol 1 (Appaloosa Records)